# Африканський чагарниковий вуж зелений
Африканський чагарниковий вуж зелений (Philothamnus semivariegatus) — неотруйна змія з роду африканські чагарникові вужі родини вужеві. Інші назви «плямистий чагарниковий вуж», «строкатий зелений вуж».

## Опис
Загальна довжина коливається від 90 см до 1,3 м, зазвичай 1 м. Голова трохи сплющена і має блакитний відтінок, очі великі з круглими зіницями. Тулуб тонкий, довгий з сильно вираженими кілями на лусці. Хвіст довгий. Забарвлення яскраво-зеленого кольору з темними плямами у передній частині, які іноді зливаються у короткі смуги.

## Спосіб життя
Полюбляє лісисту місцину, чагарникові зарості. Усе життя проводить на деревах та у густій рослинності, зазвичай поблизу скель або уздовж гирла річок. Активний удень. Харчується ящірками, хамелеонами та деревними жабами.
Це яйцекладна змія. Самиця відкладає від 3 до 12 яєць.

## Розповсюдження
Мешкає на більшій частині Африки, виключаючи Сахару й інші посушливі регіони, у країнах: Намібія, Ботсвана, Зімбабве, Південно-Африканська Республіка, Есватіні, Мозамбік, Замбія, Демократична Республіка Конго, Республіка Конго, Екваторіальна Гвінея, Камерун, Центральноафриканська Республіка, Чад, Судан, Нігерія, Бенін, Того, Гана, Кот-д'Івуар, Ліберія, Гвінея, Малі, Сенегал, Ефіопія, Еритрея, Сомалі, Кенія, Ангола, Гамбія, Танзанія (окрім о.Занзібар), Буркіна-Фасо.